# Desmodus
Genre
Desmodus est un genre de chauves-souris de la famille des Phyllostomidae. Le seul représentant vivant de ce genre est le Vampire commun (D. rotundus), mais quatre espèces fossiles appartenant à ce genre ont été décrites.

## Liste des espèces
Paleobiology Database (19 décembre 2015) reconnaît les espèces suivantes :
- † Desmodus archaeodaptes
- † Desmodus draculae
- Desmodus rotundus
- † Desmodus stocki

Auquel s'ajoute le fossile décrit en 2005 :
- † Desmodus puntajudensis